# フィル・ミケルソン
フィリップ・アルフレッド・ミケルソン（Philip Alfred Mickelson, 1970年6月16日 - ）は、アメリカ合衆国・カリフォルニア州サンディエゴ出身のプロゴルファー。左打ちで、“The Big Lefty”（ビッグ・レフティー）の愛称で呼ばれる。
2004年のマスターズ・トーナメントでメジャー大会初優勝を飾り、以来メジャー大会通算6勝。PGAツアー通算45勝(歴代9位)。世界ランキング自己最高位は2位。生涯獲得賞金ランキング歴代2位。
『ギネス世界記録 2014』には「左利きによるメジャートーナメント最多勝利」のギネス世界記録保持者として掲載されていた。

## 来歴

### デビュー
日常生活では右利きだが、ミケルソン本人の言葉によれば「幼い頃に父親のスイングを正面から見て覚えた」ため、ゴルフに限っては左打ちとなった。
非常に早熟な才能を持ち、アリゾナ州立大学在学中から驚異的な成績を挙げていた。大学1年生だった1989年にNCAAゴルフ選手権で当時の史上最少スコアで優勝。1990年に全米アマチュアゴルフ選手権で優勝。1991年にはまだアマチュア選手のうちにPGAツアー大会のノーザン・テレコム・オープンで優勝している。大学卒業後の1992年にプロ転向。翌1993年のビュイック招待選手権でプロ初優勝を飾り、トッププロに躍進する。しかしメジャー大会の優勝争いではあと少しのところで涙を飲む事が多く、長らく“無冠の帝王”と呼ばれた。2003年はミケルソンのプロゴルファー生活でも最悪の年となり、大リーグ野球のデトロイト・タイガースの3Aで投手の入団テストを受けたことさえある。

### メジャー初優勝
しかし2004年のマスターズ・トーナメントで、彼の努力はついに報われる。最終日の18番ホールでバーディーパットを沈め、9アンダーパー（-9）で初優勝を飾った。大会前年優勝者のマイク・ウェア（カナダ）も左打ち選手であったため、マスターズのグリーン・ジャケット授与式では左打ち同士が顔を合わせた。続く全米オープンでも優勝争いに絡んだが、レティーフ・グーセンに惜敗。2005年のマスターズでは10位に終わったが、8月の全米プロゴルフ選手権で初日からトップをキープする完全優勝を果たし、メジャー大会2冠を獲得する。2006年のマスターズではフェード用、ドロー用の2本のドライバーを使い分け、最終日に抜け出し、メジャー大会2連勝を成し遂げた。
2007年度は、開催時期が5月第2週に変更されたプレーヤーズ選手権で初優勝を果たす。2008年度はツアー2勝、2009年度はツアー3勝を挙げた。2010年はマスターズで優勝を飾った。マスターズ通算3勝は2010年時点で歴代4位タイの記録となる。
ミケルソンのゴルフは華麗な技術で人気が高いが、大舞台の勝負所で短いパットを外す場面が目立っていた。
全英オープンを長らく不得意としていたが、2011年に自己最高の2位タイ入賞、2013年には20度目の全英挑戦で、左打ちのプレイヤーとしては50年ぶりに全英オープンを制覇して、三冠目のメジャータイトルを獲得した（メジャー5勝目、ツアー42勝目）。2013年の第142回大会は英国北東部のミュアフィールドで16回目の開催であり、ミケルソンはゴルフバッグからドライバーを抜き、ロフト64度のウェッジを入れて、“This 3-wood has changed my game.”と試合前に評価した別注品スプーン1本（ロフト13度、長さ43.25インチ、ディープフェイス）、ハイブリッド1本（ロフト17度）、アイアン6本（4-9番アイアン）、ウェッジ5本（PW、ロフト52、56、60、64度）、パター1本のクラブセッティングで臨み、最終日7月21日は首位と5打差の9位タイスタートであったが、アウト2バーディ1ボギーの34、イン4バーディの32、計66でラウンドしてスコアを5つ伸ばし、72ホールを唯一人アンダーパーで廻り、通算281打の3アンダーパーで2位に3打差をつけての勝利であった。最終ラウンドの17番ロングホールでは、第1、2打をロフト13度のスプーンで2回打って2オンして、2パットでバーディをとり、“I hit two of the best 3-woods I’ve ever hit.”とコメント。
全米オープンでは2位が6度あるが、未勝利。2014年第114回大会が開催されたパインハーストNo.2は、1999年の同コース初開催の全米オープンでペイン・スチュワートに激闘の末敗れた因縁のコースであり、43歳で24回目の全米オープン参戦してメジャー大会グランドスラムに挑んだが、7オーバーで28位タイに終わった。
2018年には世界ゴルフ選手権メキシコ選手権で久々の優勝。11月23日に行われたタイガー・ウッズとのPPVマッチ『キャピタル・ワンズ・ザ・マッチ』では22ホール目で勝利し、賞金900万ドルを獲得した。
2021年のPGA選手権（米サウスカロライナ州のキアワ・アイランド・ゴルフ・リゾート オーシャンクラブ）ではロフト5.25度、長さ47.75インチの別注品ドライバー、ロフト11.5度、長さ43.75インチ、ヘッド体積275ccの別注品ブラッシーを駆使し、通算6アンダーでメジャー史上最年長優勝を果たす。2005年以来の大会2勝目、メジャー通算6勝目、ツアー通算45勝目。メジャー最年長優勝は1968年のPGA選手権を制したジュリアス・ボロスの48歳だったが、50歳のミケルソンが更新。50代でメジャーを制した初めての選手となった。なお、2022年からドライバーのクラブレングスは46インチ以下とするルール開始。

### LIVゴルフへ移籍
2022年2月、米ツアーに批判的な発言をしたことでほぼすべてのスポンサーとの契約が解除となった。その後、発言に関する謝罪声明を発表し、一時休養を宣言した。
同年4月25日、マネジメント会社はミケルソンがLIVゴルフ・インビテーショナルシリーズに参加する意向を発表。
同年6月、イギリスで行われた開幕戦に参戦したため、アメリカPGAツアーから他の16選手とともに無期限の資格停止処分を受けた。同月13日、ミケルソンは将来的に再びPGAツアーでプレーすることを望んでいると述べている。
ワールドゴルフランキングからは除外されていないため、2023年のマスターズ2位タイの成績は反映されている。

## 人物
2004年以降、ゴルフクラブはキャロウェイゴルフを使用しているが、1992年から2000年まではヨネックスを使用していた。1992年から1999年のカシオワールドオープン、1992年・1996年・2003年のサントリーオープンゴルフで来日している。日本での自己最高位は、1993年カシオワールドオープンでの3位。1999年のカシオワールドオープンでは予選落ちとなったが、インタビューではメモを見ながらではあるものの、日本語で答えていた。
華麗な実績の反面、やや問題行動も目立った。

## アマチュア優勝
- 1981年世界ジュニア選手権（9-10歳の部）、1989年-1990年・1992年NCAA選手権、1990年全米アマ

## ツアー優勝歴

### PGAツアー
- 1991年：ノーザン・テレコム・オープン（アマチュアとして）
- 1993年：ビュイック招待、ザ・インターナショナル
- 1994年：メルセデス選手権
- 1995年：ノーザン・テレコム・オープン
- 1996年：ノーテル・オープン、フェニックス・オープン、GTEバイロン・ネルソン・ゴルフ・クラシック、NECワールドシリーズ・オブ・ゴルフ
- 1997年：ベイ・ヒル招待、スプリント・インターナショナル
- 1998年：メルセデス選手権、AT&Tペブルビーチナショナルプロアマ
- 2000年：ビュイック招待、ベルサウス・クラシック、マスターカード・コロニアル、ザ・ツアーチャンピオンシップ
- 2001年：ビュイック招待、キヤノン・グレーター・ハートフォード・オープン
- 2002年：ボブ・ホープ・クライスラー・クラシック、キヤノン・グレーター・ハートフォード・オープン
- 2004年：ボブ・ホープ・クライスラー・クラシック、マスターズ
- 2005年：FBRオープン、AT&Tペブルビーチナショナルプロアマ、ベルサウス・クラシック、全米プロ
- 2006年：ベルサウス・クラシック、マスターズ
- 2007年：AT&Tペブルビーチナショナルプロアマ、ザ・プレーヤーズ・チャンピオンシップ、ドイツ銀行選手権
- 2008年：ノーザン・トラスト・オープン、クラウンプラザ招待
- 2009年：ノーザン・トラスト・オープン、CA選手権、ザ・ツアーチャンピオンシップ
- 2010年：マスターズ
- 2011年：シェル・ヒューストン・オープン
- 2012年：AT&Tペブルビーチナショナルプロアマ
- 2013年：フェニックス・オープン、全英オープン
- 2018年：メキシコ選手権
- 2019年：AT&Tペブルビーチプロアマ
- 2021年：全米プロ

### 欧州ツアー
- 2008年：HSBCチャンピオンズ
- 2013年：スコティッシュ・オープン、全英オープン

### その他
- ウェンディーズ3ツアーチャレンジ（1997年、2000年）
- PGAグランドスラム・オブ・ゴルフ（2004年）

### PGAツアー・チャンピオンズ (4)
| No. | Date         | Tournament                               | Winning score         | Margin of victory | Runner-up                  |
| --- | ------------ | ---------------------------------------- | --------------------- | ----------------- | -------------------------- |
| 1   | Aug 26, 2020 | Charles Schwab Series at Ozarks National | −22 (61-64-66=191)    | 4 strokes         | ティム・ペトロヴィッチ     |
| 2   | Oct 18, 2020 | Dominion Energy Charity Classic          | −17 (68-66-65=199)    | 3 strokes         | マイク・ウェア             |
| 3   | Oct 10, 2021 | Constellation Furyk & Friends            | –15 (66-67-68=201)    | 2 strokes         | ミゲル・アンヘル・ヒメネス |
| 4   | Nov 14, 2021 | チャールズ・シュワブ・カップ選手権       | –19 (65-67-68-65=265) | 1 stroke          | Steven Alker               |

## 成績

### メジャー選手権
| 大会         | 1990  | 1991  | 1992 | 1993 | 1994 | 1995 | 1996 | 1997 | 1998 | 1999 |
| ------------ | ----- | ----- | ---- | ---- | ---- | ---- | ---- | ---- | ---- | ---- |
| マスターズ   | DNP   | T46LA | DNP  | T34  | DNP  | T7   | 3    | CUT  | T12  | T6   |
| 全米オープン | T29LA | T55LA | CUT  | DNP  | T47  | T4   | T94  | T43  | T10  | 2    |
| 全英オープン | DNP   | T73   | DNP  | DNP  | CUT  | T40  | T41  | T24  | 79   | CUT  |
| PGA選手権    | DNP   | DNP   | DNP  | T6   | 3    | CUT  | T8   | T29  | T34  | T57  |

| 大会         | 2000 | 2001 | 2002 | 2003 | 2004 | 2005 | 2006 | 2007 | 2008 | 2009 |
| ------------ | ---- | ---- | ---- | ---- | ---- | ---- | ---- | ---- | ---- | ---- |
| マスターズ   | T7   | 3    | 3    | 3    | 1    | 10   | 1    | T24  | T5   | 5    |
| 全米オープン | T16  | T7   | 2    | T55  | 2    | T33  | T2   | CUT  | T18  | T2   |
| 全英オープン | T11  | T30  | T66  | T59  | 3    | T60  | T22  | CUT  | T19  | DNP  |
| PGA選手権    | T9   | 2    | T34  | T23  | T6   | 1    | T16  | T32  | T7   | 73   |

| 大会         | 2010 | 2011 | 2012 | 2013 | 2014 | 2015 | 2016 | 2017 | 2018 | 2019 |
| ------------ | ---- | ---- | ---- | ---- | ---- | ---- | ---- | ---- | ---- | ---- |
| マスターズ   | 1    | T27  | T3   | T54  | CUT  | T2   | CUT  | T22  | T36  | T18  |
| 全米オープン | T4   | T54  | T65  | T2   | T28  | T64  | CUT  | DNP* | T48  | T52  |
| 全英オープン | T48  | T2   | CUT  | 1    | T23  | T20  | 2    | CUT  | T24  | CUT  |
| PGA選手権    | T12  | T19  | T36  | T72  | 2    | T18  | T33  | CUT  | CUT  | T71  |

| 大会         | 2020 | 2021 | 2022 | 2023 |
| ------------ | ---- | ---- | ---- | ---- |
| マスターズ   | T55  | T21  | DNP  | T2   |
| 全米オープン | CUT  | T62  | CUT  | CUT  |
| 全英オープン | -    | CUT  | CUT  | CUT  |
| PGA選手権    | T71  | 1    | DNP  | T58  |

LA = ローアマチュア

DNP = 出場せず

WD = 怪我で辞退

CUT = ハーフウェイ・カット

T =タイ

緑は優勝. 黄色はトップ10入り.

* 娘の高校の卒業式に出席するために出場せず.

### PGAツアー戦績
| シーズン | 優勝 (メジャー) | 賞金 ($)    | ランク |
| -------- | --------------- | ----------- | ------ |
| 1991     | 1               | 0†          | N/A    |
| 1992     | 0               | 171,714     | 90     |
| 1993     | 2               | 628,735     | 22     |
| 1994     | 1               | 748,316     | 15     |
| 1995     | 1               | 655,777     | 28     |
| 1996     | 4               | 1,697,799   | 2      |
| 1997     | 2               | 1,225,390   | 11     |
| 1998     | 2               | 1,837,246   | 6      |
| 1999     | 0               | 1,722,681   | 14     |
| 2000     | 4               | 4,746,457   | 2      |
| 2001     | 2               | 4,403,833   | 2      |
| 2002     | 2               | 4,311,971   | 2      |
| 2003     | 0               | 1,623,137   | 38     |
| 2004     | 2 (1)           | 5,784,823   | 3      |
| 2005     | 4 (1)           | 5,699,605   | 3      |
| 2006     | 2 (1)           | 4,256,505   | 6      |
| 2007     | 3               | 5,819,988   | 2      |
| 2008     | 2               | 5,118,875   | 3      |
| 2009     | 3               | 5,332,755   | 3      |
| 2010     | 1 (1)           | 3,821,733   | 6      |
| 2011     | 1               | 3,763,488   | 12     |
| 2012     | 1               | 4,203,821   | 8      |
| 2013     | 2 (1)           | 5,495,793   | 4      |
| 2014     | 0               | 2,158,019   | 38     |
| 2015     | 0               | 2,154,200   | 38     |
| 2016     | 0               | 4,022,628   | 12     |
| 2017     | 0               | 2,102,599   | 45     |
| 2018     | 1               | 4,595,187   | 13     |
| 2019     | 1               | 2,440,221   | 39     |
| 2020     | 0               | 1,493,908   | 60     |
| 2021     | 1 (1)           | 2,707,199   | 41     |
| 通算*    | 45 (6)          | $94,814,452 | 2      |

* 2020–21シーズンまで.
† アマチュア時代は賞金は受け取らなかった.